# Santa Cruz (prowincja)
Santa Cruz – argentyńska prowincja położona w Patagonii, pomiędzy granicą z Chile, a Oceanem Atlantyckim. Od północy graniczy z prowincją Chubut. Jest drugą (po Buenos Aires) prowincją kraju pod względem wielkości oraz ostatnią pod względem gęstości zaludnienia w kontynentalnej Argentynie. Zajmuje obszar 243 943 km². Stolicą prowincji jest miasto Río Gallegos.
Liczba mieszkańców według spisu powszechnego 2022 wynosiła 333 473 osób. W 2010 roku liczba ta wynosiła 273 964 osoby (wzrost o 39,1% w stosunku do 2001 – 196 598 osób).
Oryginalnie prowincja zamieszkana była przez ludy Tehuelcze. Utrzymywały one niezależność aż do XIX wieku. Terytorium Santa Cruz zostało utworzone w latach 70. XIX wieku po conquista del desierto. Pierwszą stolicą, od której wzięła nazwę cała prowincja, było Puerto Santa Cruz. W 1888 została ona przeniesiona do Río Gallegos. W roku 1957 powstała obecna prowincja.

## Podział administracyjny
Prowincja Santa Cruz dzieli się na następujące 7 departamentów (w nawiasach podane stolice):
- Corpen Aike (Puerto Santa Cruz)
- Deseado (Puerto Deseado)
- Güer Aike (Río Gallegos)
- Lago Argentino (El Calafate)
- Lago Buenos Aires (Perito Moreno)
- Magallanes (Puerto San Julián)
- Río Chico (Gobernador Gregores)